# Drepanotermes
Drepanotermes es un género de termitas isópteras perteneciente a la familia Termitidae que tiene las siguientes especies:
1. Drepanotermes acicularis
2. Drepanotermes barretti
3. Drepanotermes basidens
4. Drepanotermes bellator
5. Drepanotermes brevis
6. Drepanotermes calabyi
7. Drepanotermes clarki
8. Drepanotermes columellaris
9. Drepanotermes corax
10. Drepanotermes crassidens
11. Drepanotermes daliensis
12. Drepanotermes dibolia
13. Drepanotermes diversicolor
14. Drepanotermes gayi
15. Drepanotermes hamulus
16. Drepanotermes hilli
17. Drepanotermes invasor
18. Drepanotermes paradoxus
19. Drepanotermes perniger
20. Drepanotermes phoenix
21. Drepanotermes rubriceps
22. Drepanotermes septentrionalis
23. Drepanotermes tamminensis